# Frigyes Berecz
Frigyes Berecz (* 20. März 1933 in Budapest, Königreich Ungarn; † 7. Dezember 2005 ebenda)  war ein ungarischer Wirtschaftsmanager und Politiker der Ungarischen Sozialistischen Arbeiterpartei MSZMP (Magyar Szocialista Munkáspárt), der unter anderem mehrere Jahre Generaldirektor des Staatlichen Telekommunikationsunternehmens Beloiannisz Híradástechnikai Gyár (BHG), von 1986 bis 1987 Vize-Ministerpräsident sowie anschließend zwischen 1987 und 1989 Industrieminister war.

## Leben
Berecz absolvierte nach dem Schulbesuch von 1947 bis 1949 eine zweijährige Ausbildung und war danach als Industriemechaniker tätig. Anschließend war er Absolvent der Offiziersschule und danach bis zum Volksaufstand 1956 Technischer Offizier in der Ungarischen Volksarmee (Magyar Néphadsereg). Nach seinem Ausscheiden aus dem aktiven Militärdienst wurde er Elektriker bei dem im 1948 verstaatlichten Telekommunikationsunternehmen Beloiannisz Híradástechnikai Gyár (BHG), das insbesondere Radiogeräte herstellte. Daneben begann er ein Studium der Elektrotechnik an der Technischen Universität Budapest BME (Budapesti Műszaki Egyetem), das er 1964 mit einem Diplom als Elektroingenieur abschloss. Während dieser Zeit trat er 1962 der Ungarischen Sozialistischen Arbeiterpartei MSZMP (Magyar Szocialista Munkáspárt) bei.
Danach nahm Berecz seine Tätigkeit bei BHG wieder auf, war dort 1964 erst Ingenieur, dann 1966 Werkleiter sowie nach dem Abschluss eines weiteren Studiums an der BME im Fach Wirtschaftsingenieurwesen 1969 Chefingenieur einer Produktionseinheit und danach 1976 Technischer Direktor. Nach einem zusätzlichen Abendstudium im Fach Politische Ökonomie an der Karl-Marx-Universität für Wirtschaftswissenschaften MKKE (Marx Károly Közgazdaságtudományi Egyetem) wurde er am 27. März 1980 auf dem XII. Parteikongress zum Mitglied des Zentralkomitees (ZK) der MSZMP gewählt sowie 1981 Generaldirektor von Beloiannisz Híradástechnikai Gyár.
Am 30. Dezember 1986 wurde Berecz stellvertretender Vorsitzender des Ministerrates in der Regierung von György Lázár und bekleidete diese Funktion als Vize-Ministerpräsident auch in der Regierung von Ministerpräsident Károly Grósz bis zum 16. Dezember 1987. Im Anschluss übernahm er im Kabinett Grósz nach einer Regierungsumbildung vom 16. Dezember 1987 von László Kapolyi das Amt des Industrieministers (Ipari Miniszter) und bekleidete dieses auch in der Regierung von Ministerpräsident Miklós Németh bis zu seiner Ablösung durch Ferenc Horváth am 10. Mai 1989. Im Juni 1988 befand er sich zu einem Arbeitsbesuch in der DDR und traf dabei zu einem Meinungsaustausch mit dem 1. stellvertretenden Vorsitzenden des Ministerrates der DDR, Werner Krolikowski, zusammen. Zugleich war er 1987 Vorsitzender der Wirtschaftsaufsicht (Gazdaságfelügyeleti Bizottság).